# Lycoderes fabricii
Lycoderes fabricii är en insektsart som beskrevs av Metcalf och Wade 1965. Lycoderes fabricii ingår i släktet Lycoderes och familjen hornstritar. Inga underarter finns listade i Catalogue of Life.